# Зембаля, Марек
Марек Зембаля (пол. Marek Zembala, 1 января 1940 — 12 сентября 2022) — польский врач, профессор медицинских наук, национальный член-корреспондент Польской академии наук с 1994 года, действительный член Академии с 2010 года. Член Комитета иммунологии и этиологии инфекций человека Польской академии наук, а также действительный национальный член Медицинского факультета Польской академии наук и искусств.
Преподаватель Collegium Medicum Ягеллонского университета в Кракове, заведующий отделением клинической иммунологии Университетской детской больницы. Сотрудник кафедры клинической иммунологии и трансплантологии медицинского факультета Collegium Medicum Ягеллонского университета и Польско-американского института педиатрии Collegium Medicum Ягеллонского университета. Его научные специальности: регуляция иммунного ответа (иммунология и иммунотерапия рака), иммунодетекция раковых клеток и нанофрагментов их мембран в кровотоке, роль нанофрагментов в развитии рака, генерация моноцитов из стволовых клеток, а также иммунопатология и лечение иммунодефицита у детей.
В 1968 году ему было присвоено звание доктора медицинских наук в области иммунологии, а в 1980 году — звание профессора.

## Избранные научные работы
Он является автором, соавтором, рецензентом, менеджером и промоутером многих важных работ, статей и научных диссертаций в области медицины:
- Depression of the T Cell Phenomenon of Contact Sensitivity by T Cells from Unresponsive Mice, 1973, „Nature”, 244 (соавтор);
- In Vitro Absorption and Molecular Weight of Specific T Cell Suppressor Factor, 1975, „Nature”, 253 (соавтор);
- Tumour-derived microvesicles carry several surface determinants and mRNA of tumour cells and transfer some of these determinants to monocytes, 2005, „Cancer Immunology, Immunotherapy”, 55 (соавтор);
- Nomenclature of Monocytes and Dendritic Cells in Blood, 2010, „Blood”, 116 (соавтор);
- Interactions of tumour-derived micro(nano)vesicles with human gastric cancer cells, 2015, „J. Translational Medicine” (соавтор)
- pozostałe prace naukowe, których (współ)autorem był Marek Zembala w bazie bibliograficznej Pubmed

## Награды и знаки отличия
За свою научную деятельность он получил множество наград и отличий:
- Премия премьер-министра (2000),
- Награда им. Ю. Снядецкого Польской академии наук (1979),
- Премия Collegium Internationale Chirurgiae Digestive Award (1986),
- Премия Фонда А. Юржиковского (1994),
- Онкологическая премия (1996),
- Премия Европейского общества хирургов (1999),
- Премия Gloria Medicinae (1995),
- Награда министра здравоохранения (дважды — 2003 и 2005),
- Премия министра народного просвещения (2005),
- Лавры Ягеллонского (2003),
- Рыцарский крест ордена Polonia Restituta (1985),
- Командорский крест ордена Polonia Restituta (2004),
- Почётный доктор Университета Монпелье (2008).